# Covered Bridge (Cedarburg, Wisconsin)
Die Covered Bridge (ursprünglich: Red Bridge) ist eine überdachte Holzbrücke in der Town of Cedarburg im Ozaukee County, Wisconsin in den Vereinigten Staaten. Sie ist eine der letzten verbliebenen überdachten Brücken in diesem Bundesstaat, in dem es einst etwa vierzig solcher Bauwerke gab. Die Brücke wurde 1876 zur Überquerung des Cedar Creek erbaut. Sie hat eine Länge von 36,5 m und besteht aus Kiefernholz mit Diagonalstäben aus Eichenholz. 1973 wurde das Bauwerk in das National Register of Historic Places aufgenommen. Es wird nur noch von Fußgängern genutzt.

## Geschichte

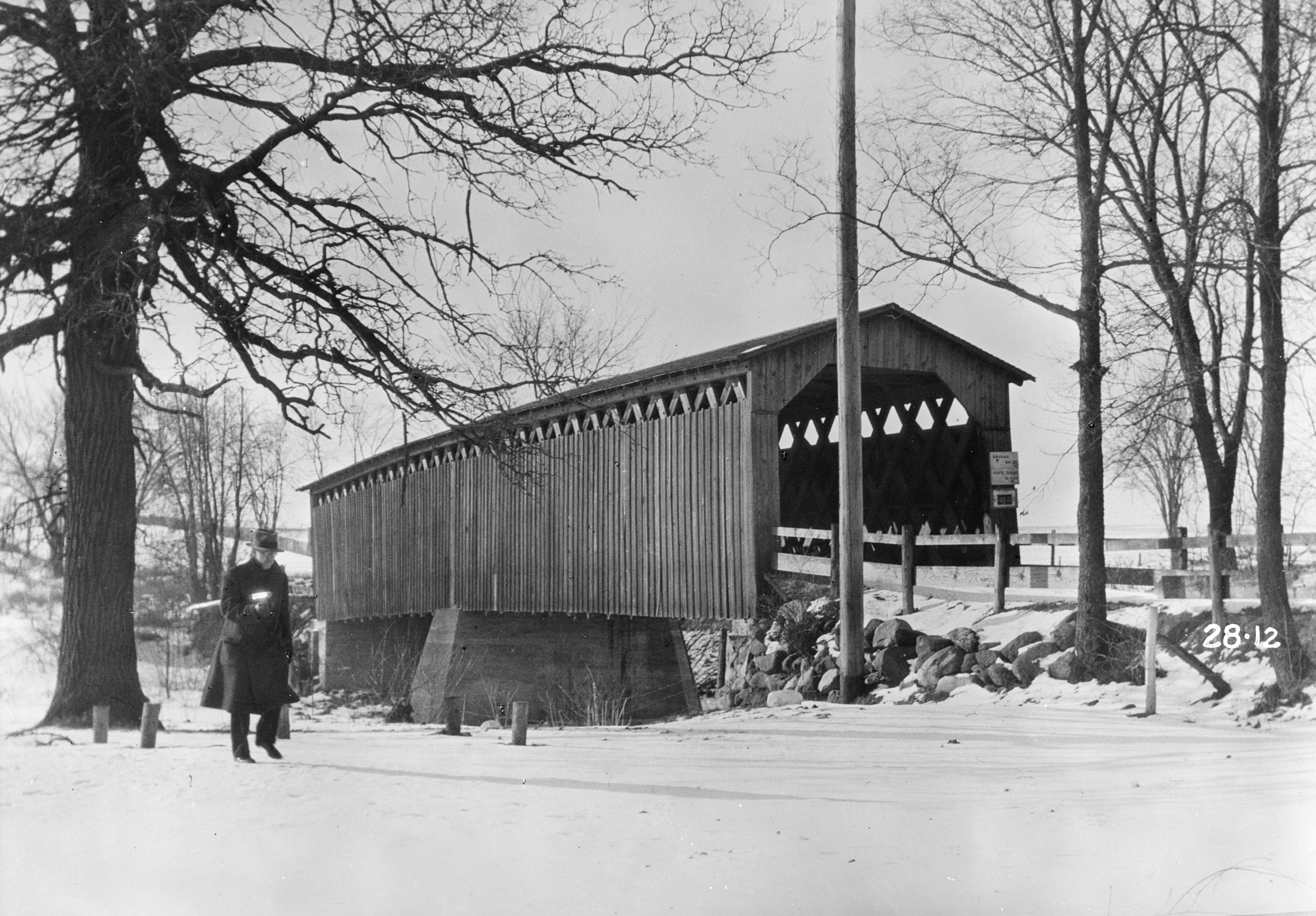
Covered Bridge (1937)

Die Brücke wurde 1876 erbaut, nachdem mehrere Farmer in der Umgebung eine Petition eingebracht hatten. Sie wurde gebaut als dauerhafter Ersatz für mehrere sich zuvor an dieser Stelle befindliche Brücken, die von Hochwassern weggerissen wurden. 1927 wurde in der Mitte des Bauwerks ein Pfeiler hinzugefügt, um die Brücke für schwerere Fahrzeuge befahrbar zu machen, die es zum Zeitpunkt ihrer Erbauung nicht gegeben hatte. Der Ozaukee County Board übernahm 1940 die Erhaltung und Unterhaltung des Bauwerks.
1960 kaufte das Ozaukee County die Brücke und das sie umgebende Land für 7500 $ und richtete den Covered Bridge County Park ein.
Nach nahezu einem Jahrhundert ununterbrochener Nutzung begann die Brücke unter dem schweren Fahrzeugverkehr zu leiden, und die Planken lösten sich. Es wurde entschieden, dass die einzige Möglichkeit der Erhaltung des Bauwerks in der Verringerung der zu tragenden Last sei. 1962 entschied die mit der Unterhaltung des Parks betraute Kommission, die Brücke von ihren ursprünglichen Widerlagern etwa 15 m weiter nach Osten zu versetzen, wo sie nur noch durch Fußgänger benutzt werden durfte. Eine neue Brücke wurde stattdessen nur einige Meter westlich des alten Bauwerks errichtet. Diese neue Brücke dient nun dem Kraftfahrzeugverkehr auf der Covered Bridge Road. Das alte Brückenbauwerk wurde am 14. März 1973 in das National Register of Historic Places aufgenommen.

## Bauwerk

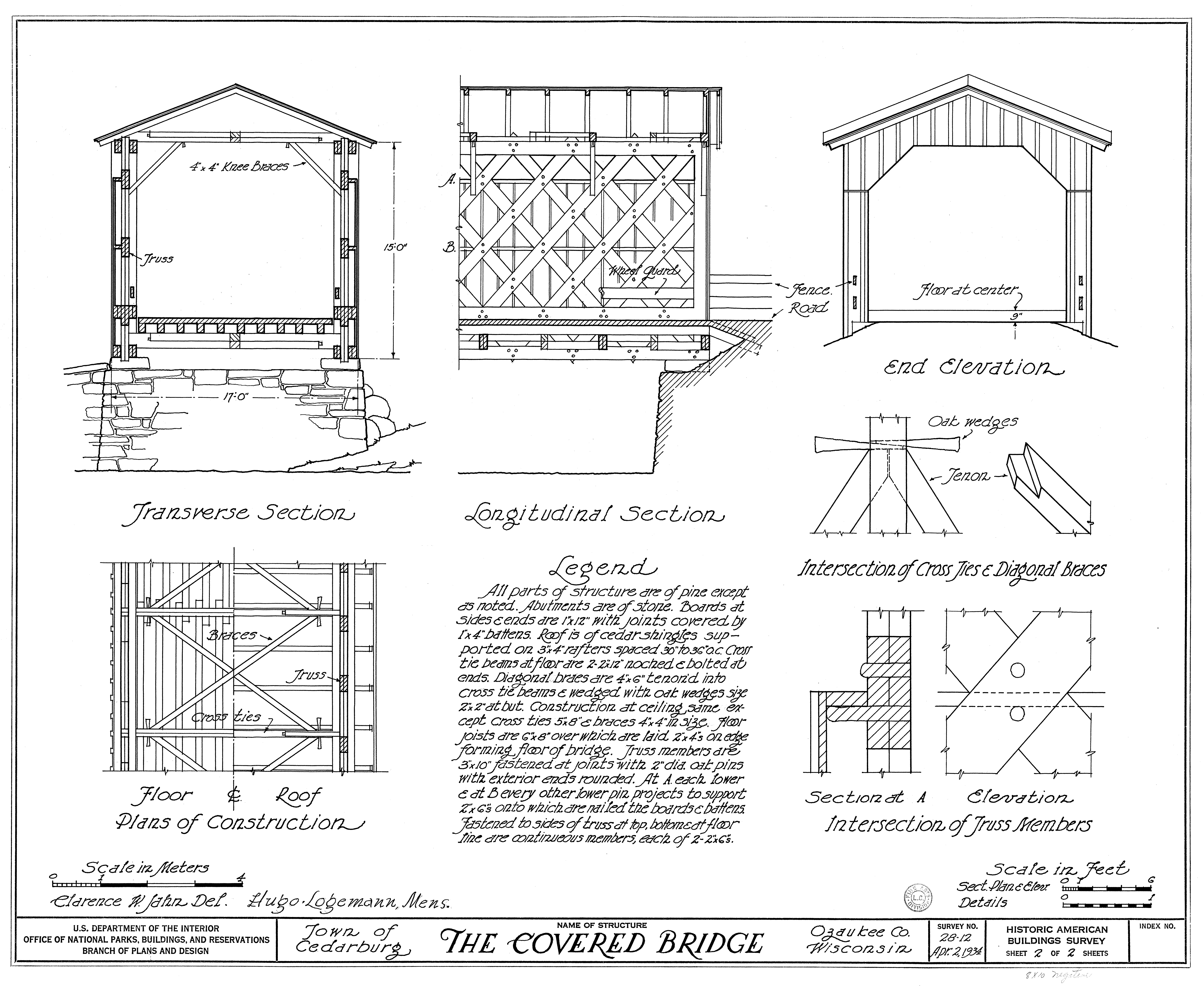
1937 im Rahmen des Historic American Buildings Survey angefertigte Zeichnung

Die Covered Bridge führt in einer etwa von Norden nach Süden ausgerichteten Lage über den Cedar Creek. Es handelt sich um eine aus Bauholz gefertigte Gitterträgerbrücke, die ursprünglich eine Länge von 36,5 m hatte. Sie hat eine Breite von 5,2 m und eine Höhe von rund 5,5 m, gemessen von der Oberkante der Widerlager bis zum First des Daches. Im Innern beträgt die lichte Höhe zwischen den Planken und den Oberkanten der Knieschenkel rund 4 m.

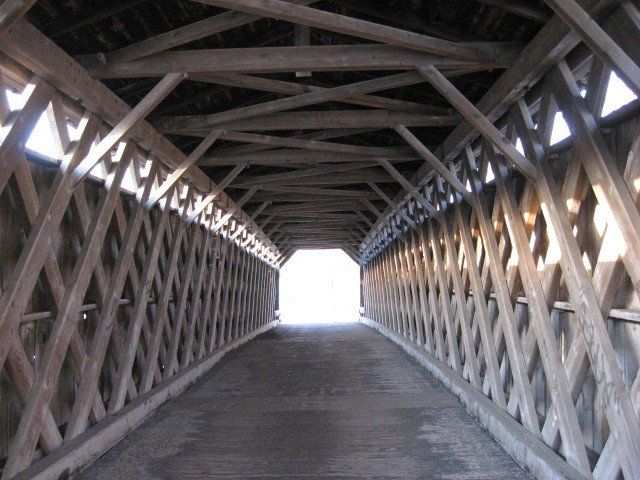
Innenraum der Brücke

Das Bauwerk wurde errichtet mit Bauholz aus Eiche und Kiefer, das in der Nähe von Baraboo, Wisconsin vorgefertigt wurde. Das Lattenwerk ist ziemlich stark dimensioniert, aus Eichenholz geschnitten und wurde ohne Verwendung von Nägeln oder Schrauben zusammengefügt. Stattdessen bestehen die Längspfetten aus drei auf zehn Zoll (7,5 cm × 25,5 cm) Balken, die an den Längspträgern mit abgerundeten Eichendübeln mit einem Durchmesser von zwei Zoll (5 cm) fixiert sind. Die Diagonalstäbe messen vier auf sieben Zoll (11 cm × 19 cm) und sind mit den Längspfetten verzapft sowie mit zwei auf zwei Zoll (5 × 5 cm) messenden Eichenkeilen gesichert. Die für die Blenden an den Seiten und Enden verwendeten Bretter sind zwölf Zoll (30,5 cm) breit und ein Zoll (2,54 cm) dick, und die Stöße werden von einem auf vier Zoll (2,54 cm × 11 cm) messenden Latten verdeckt.
Bei dem Dach handelt es sich um ein Schindeldach aus Kiefernholz, das über drei auf vier Zoll (7,5 cm × 11 cm) messende Sparren im Abstand von 30 bis 36 Zoll (70 bis 90 cm) gelegt wurde.
Die Unterzüge messen sechs auf acht Zoll (16 cm × 21 cm) und tragen hochkant gestellte, dicht an dicht verlegte Holzbalken, die zwei auf vier Zoll (5 × 11 cm) messen und die Fahrbahn bilden. Die Innenseite der Brücke verfügt über einen Radschutz, der etwa ein Fuß (rund 30 cm) über der Fahrbahn verläuft.
Die Widerlager der Brücke sind mit weißem Mörtel aus Feldsteinen gemauert. Sie sind unterhalb des Brückendecks 5,1 m breit und weiten sich an ihrem Fuß auf 5,5 m. Der Mittelpfeiler war ursprünglich ebenfalls aus Feldsteinen gemauert, wurde jedoch irgendwann vor 1937 durch einen Betonpfeiler ersetzt.

## Gedenktafel und historical markers

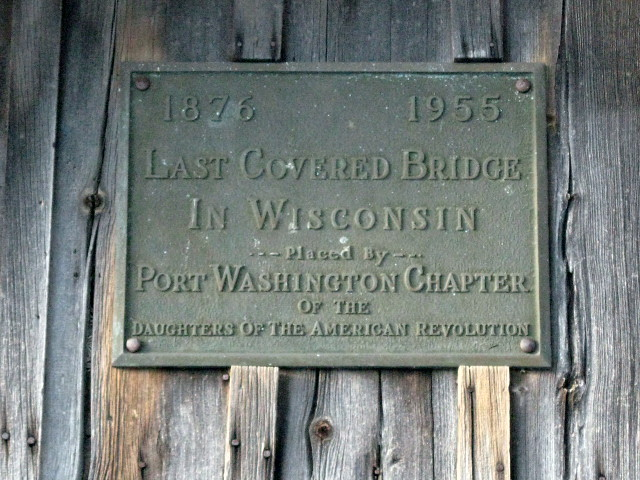
Gedenktafel, die vom Port Washington Chapter der Daughters of the American Revolution angebracht wurde

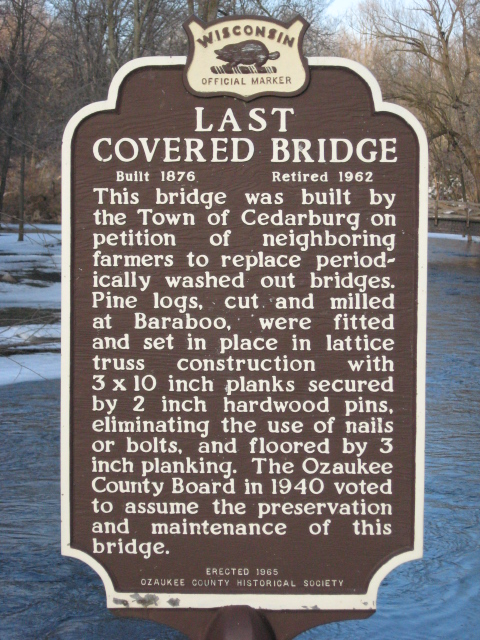
Historical marker

Das Chapter Port Washington der Daughters of the American Revolution brachte an der Brücke eine Gedenktafel an, mit der das Bauwerk als die „letzte gedeckte Brücke in Wisconsin“ bezeichnet wird und auf der die Jahreszahlen 1876 und 1955 angegeben sind. 1965 wurde durch die Ozaukee County Historical Society vor der Brücke ein Pfahl mit einer Tafel errichtet, dessen Inschrift ebenfalls darauf hinweist, dass es sich um die „letzte gedeckte Brücke“ Wisconsins handelt, dass diese 1876 erbaut und 1962 „stillgelegt“ wurde.

## Replik
Eine Nachbildung der Brücke mit dem Namen Springwater Volunteer Bridge wurde 1997 im Waushara County, Wisconsin erbaut.